# Monoxenus unispinosus
Monoxenus unispinosus là một loài bọ cánh cứng trong họ Cerambycidae.